# Фосфатидилинозитол

Структура фосфатидилинозитола: глицериновый остаток (чёрный); жирнокислотные остатки (синий и зелёный); фосфатная группа (красная); инозитол (оранжевый).

Фосфатиди́линозито́л (англ. Phosphatidylinositol, PtdIns, PI) — минорный фосфолипид внутреннего слоя мембран эукариотических клеток, важный компонент внутриклеточных сигнальных путей.

## Состав
Фосфатидилинозитол состоит из глицериновой основы, к которой в положениях 1 и 2 присоединены две жирнокислотные цепи, а в положении 3 — фосфатная группа и инозитол. Инозитол, шестиосновный циклический спирт, находится в молекуле фосфатидилинозитола в стереоизомерной форме мио-инозитол. 

## Роль в биологии
Фосфатидилинозитол является субстратом для множества разнообразных сигнальных молекул-киназ, которые могут присоединить к инозитолу фосфатную группу. Три из пяти свободных гидроксильных групп инозитольного кольца в положениях 3, 4 и 5 могут быть фосфорилированы под действием таких киназ. Очевидно, положения 2 и 6 недоступны этим ферментам из-за стерических затруднений. Всего возможно 7 вариантов моно-, ди- или трифосфатных производных фосфатидилинозитола. Все 7 обнаружены в клетках животных, тогда как у растений найдены все за исключением фосфатидилинозитол-3,4,5-трифосфата. 